# SB 3b
Az SB 3b egy szertartályosgőzmozdony-sorozat volt a Déli Vasútnál (németül: Südbahngeselschaft, SB), mely egy osztrák-magyar magánvasút-társaság volt.
Az SB 3a sorozatnál  lényegesen erősebb kétcsatlós szertartályos mozdonyokat rendelt a Déli Vasút a StEG mozdonygyárától 1885-ben.A gépek Marburgban állomásoztak, ahol helyi forgalombnan használták őket.
1922-ben és 1924-ben egy-egy mozdonyt leselejteztek közülük, a harmadik pedig Jugoszláviában került, ám ott  nem kapott JDŽ pályaszámot, hanem selejtezték.

## Fordítás
- Ez a szócikk részben vagy egészben  a   SB 3b című német Wikipédia-szócikk fordításán alapul.  Az eredeti cikk szerkesztőit annak laptörténete sorolja fel. Ez a jelzés csupán a megfogalmazás eredetét és a szerzői jogokat jelzi, nem szolgál a cikkben szereplő információk forrásmegjelöléseként. - Az eredeti szócikk forrásai szintén ott találhatóak.

## Külső hivatkozások
- A típus története számokban németül